# 联合运动
「聯合運動」（Union Movement）是由英國政治人物奧斯瓦爾德·莫斯利於1948年創立的極右翼政治組織，其核心理念是泛歐主義（Pan-Europeanism），主張建立一個統一的「歐洲國」（Europe a Nation）。這個運動試圖超越傳統的民族國家框架，推廣歐洲各國在政治、經濟和文化上的整合，形成一個以歐洲整體為單位的共同身份和治理結構。

## 理念
歐洲統一：莫斯利認為，歐洲應該成為一個單一的政治實體，以對抗當時冷戰背景下美國和蘇聯的影響力，並保護歐洲的「文化和種族純粹性」。
經濟自給自足：提倡歐洲內部的經濟合作，減少對外部的依賴，特別是對英帝國以外的貿易。
反移民和本土主義：運動帶有強烈的反移民傾向，特別是針對來自加勒比海等地的移民，主張限制移民和保護所謂的「歐洲身份」。
後法西斯傾向：雖然莫斯利試圖讓聯合運動與他戰前的不列顛法西斯聯盟有所區別，強調更「民主」和「國際化」的政策，但其理念仍保留了極右翼和民族主義色彩，許多前法西斯成員也參與其中。

## 結局
聯合運動在實際運作中並不成功，受到各種干擾和反對，例如集會經常被抗議者打斷，且在選舉中表現不佳（如莫斯利1959年競選北肯辛頓代表僅獲7.6%選票）。1951年，莫斯利因運動受挫離開英國，移居愛爾蘭和法國，運動的影響力逐漸衰退。
簡單來說，「聯合運動」是莫斯利戰後試圖復出政壇的一個政治項目，以泛歐主義為旗幟，但實質上延續了他的極右翼思想，試圖在新的國際形勢下重塑歐洲的政治格局。